# 亞洲科普特正教
在亞洲大陸，亞歷山大科普特正教會領有許多教會與會眾。
雖然埃及是目前唯一的亞非國家，然而科普特正教的西奈半島總教區皆位於亞洲。

## 西奈
兩處總教區分別由不同的主教領銜：

### 阿里士與全北西奈
阿里士（吉努科魯拉）、坎泰拉與全北西奈聖教區：考曼（Kosman 或作 Cosmas）主教。

### 埃爾托與全南西奈
圖爾（萊肅）、沙姆沙伊赫與南西奈聖教區：阿頗羅（Apollo）主教。
南西奈至少有5間科普特正教會。

## 耶路撒冷
主的聖城耶路撒冷、聖錫安教省，耶路撒冷、全巴勒斯坦、 約旦的非拉鐵非與全近東聖總教區：阿巴郎（Abraham）總主教。
該總教區領有許多教會，位於巴勒斯坦自治政府、黎巴嫩、敘利亞、伊拉克、科威特、阿拉伯聯合大公國、卡達、巴林、阿曼、葉門以及以色列。
嚴格來講，該龐大的總教區都會是屏除在埃及行省之外的，而且原初並未計入亞歷山大教宗的裁決範圍之內，它是由教宗濟利祿三世（1235年至1243年）於十三世紀所建立起來的，那時候在亞歷山大科普特正教會與安提阿的敘利亞正教會之間引發了爭端。在這兩間姊妹教會之間是十分罕見的插曲，因為一般而言，他們的關係是若干兩間姊妹教會中最牢固的之一。
耶路撒冷都主教是科普特正教會目前唯一的都主教。祝聖為教省總主教之前，要先祝聖成主教，之後才可晉升到都主教的層級，同樣也按照亞歷山大教會的傳統規範來祝聖所有的主教。從教宗濟利祿三世祝聖巴西略擔任首位科普特正教耶路撒冷與全近東的都主教，便開始成為實例。

## 黎巴嫩
科普特正教會是黎巴嫩憲法所承認的18個宗派之一。

## 東亞
在東亞的教區所涵蓋的範圍極廣，雪梨、新南威爾斯、昆士蘭、北領地、泰國、新加坡、香港、日本以及全東亞聖教區是由但以理主教領銜。。以下是接受教區治理的堂會清單，與分別在不同堂會進行侍奉的神甫：
- 聖馬利亞與聖馬可：日本木津川市
  - 約書亞·塔德羅神甫（Fr Joshua Tadros）
- 聖馬可與聖喬治：泰國曼谷
  - 斯里瓦·安東尼神甫（Fr Silwanis El-Antouny）
- 聖雅各使徒孤兒院：泰國尚卡汶里
- 聖馬利亞與聖馬可：馬來西亞馬六甲
  - 約翰·辛姆神甫（Fr Joseph Sim）
- 聖馬可：新加坡
- 聖馬可與聖多馬：香港[4]
  - 大衛·翰拿神甫（Fr Dawoud Hanna）
- 聖喬治與聖彌納：台灣台北
  - 任恩典神甫（Fr. Augustine Rezk）
- 聖馬利亞與天使長米迦勒：中國廣州
- 聖馬利亞：韓國首爾

## 巴基斯坦
從2006年開始，在巴基斯坦有一個佈道的堂會，墨爾本、維多利亞州、塔斯馬尼亞州、澳大利亞首都特區、南澳大利亚州、西澳大利亚州、新西兰、以及全大洋洲聖教區是由沙利葉主教領銜。以下是接受教區治理的堂會清單，與分別在不同堂會進行侍奉的神甫：
- 聖馬爾谷：伊斯兰堡
  - 比修伊·沙法那茲神甫（Fr Bishoy Safranaz）
  - 安東尼·達味神甫（Fr Anthony David John）

## 外部連結
- 全球超過250個科普特教會 （页面存档备份，存于）
- 科普特正教南西奈教區
- 科普特教會在港成立